# 황치열
황치열 (黃致列, 1982년 12월 3일 ~ )은 대한민국의 가수이다. 

## 생애

### 가수 '치열' 시절
- 유명 댄스팀 스윙 출신으로 댄서로 활동하다 군복무를 대체하여 산업기능요원으로 공장에서 2년간 일을 하다가 2005년 9월 24일 부모님의 반대를 무릅쓰고 가수의 꿈을 안고 상경.
- 서울 생활 11개월 만에 가수 임재범의 승낙을 받아 임재범의 '고해'를 드라마 '연인'의 OST로 부르며 '치열'이라는 이름으로 데뷔.
- 2007년 2월 1st Digital Single 앨범 《치열(致列)》을 발표하고, '한번만'을 타이틀 곡으로 본격적인 가수 활동을 시작.
- 같은 해 6월 1st Digital Single 수록곡을 포함한 총 12곡을 담은 정규 앨범 《오감(五感)》을 발표하고 윤도현의 러브 레터에 출연, 신인 가수로 주목을 받았으나 소속사 사정이 어려워지며 활동을 중단하게 됨.
- 2007년 그룹 015B의 객원 보컬로 활동하며 015B 비정규 앨범 《CLUSTER Vol.1》에서 '잠시 길을 잃다'(솔로곡), 'R We Happy'에 참여. 그 외 프리스타일, PS영준, 쥬얼리 앨범에도 일부 참여하고, 다수의 드라마 OST를 불러 가수로서도 활동하지만 크게 주목을 받지 못함.
- 2009년 스물 여덟 살부터 생계를 위해 보컬 트레이너로 일을 시작함.
- 2010년 남성 듀오 가수 '한국'과 함께 《웬즈데이(Wednesday》라는 프로젝트 팀을 구성하여 잠시 활동하였고, 박경림의 라디오 방송 별이 빛나는 밤에'에 수요일 고정 게스트로 출연하기도 함.
- 2013년 우여곡절 끝에 전 소속사와의 계약을 8년 만에 해지하고, 2014년 '치열Ten2'라는 이름으로 싱글곡 '경상도 남자'를 발매하며 특유의 위트가 담긴 뮤직비디오를 자체 제작하여 발표.
- 인피니트, 뉴이스트, 러블리즈, 워너원 황민현, 헬로비너스, 배우 서강준, 엔플라잉 승협 등의 보컬 선생님이었음

### 가수 황치열
- 2015년 3월 5일 케이블 방송 Mnet의 음악 예능 프로그램 너의 목소리가 보여 2회에 자칭 '임재범이 인정한 보컬트레이너, 황치열'로 참가, '고해'를 불러 개성 강한 허스키한 보이스로 방청객과 시청자들을 매료시켜 큰 반향을 일으킴. 이후 일반 참가자에서 가수 '황치열'로 패널로서 동일 프로그램에 다수 출연함.
- 2015년 4월 25일 KBS2 《불후의 명곡 - 전설을 노래하다》에서 첫 무대로 서유석의 '구름 나그네'를 불러 416점이라는 높은 점수를 얻으며 본격적으로 가수로서의 '황치열'을 알리기 시작함. 2007년 가수 '치열'로 윤도현의 러브레터를 통해 첫 무대에 선 이후 9년 만에 같은 장소인 불후의 명곡 - 전설을 노래하다무대에 선 것으로, '가수 황치열'의 지상파 첫 선을 보이는 그의 스토리와 더불어 진한 무명의 설움을 담아 부른 노래가 시청자들에게 감동을 전하여 더욱 주목받게 됨.
- 2015년 불후의 명곡 - 전설을 노래하다 가족특집에서 인순이의 '아버지'를 불러 첫 우승을 차지함. 이후 각종 라디오 프로그램에 참여하고 '2015년 슈퍼루키특집'에서 신승훈의 '나보다 조금 더 높은 곳에 니가 있을 뿐'을 부르며 공식적인 '2015년 슈퍼루키' 타이틀과 함께 우승을 거머 쥠.
- 2015년 7월 31일 JTBC 마녀사냥에 출연함 - 레전드 미모와 입담을 보여주며 입덕 양산
- 2015년 명실상부한 대세남으로 매력적인 허스키 보이스와 남성미 넘치는 춤, 구수한 경상도 억양을 담은 사투리 입담으로 각종 예능 프로그램에 종횡무진 출연 중이며, 2015년 9월 KBS 위기탈출 넘버원의 인턴 MC로도 자리매김 함. 그 외 각종 음악 행사에서 다양한 모습을 선보이며 가수로써도 인지도를 높이며 활약 중임.
- 2016년 한국의 대세를 넘어서 중국 진출을 확정, 후난위성텔레비전 (湖南卫视)의 '나는 가수다' 시즌4 《我是歌手第四季》 출연을 시작으로 본격적인 중국 활동을 시작함
- 2016년 1월 15일 중국 '나는 가수다' 시즌4 첫방송에서 한국 드라마 제빵왕 김탁구 OST로 중국에 알려진 이승철의 '그 사람'을 한국어로 부르며 8명의 가수 중 2위를 차지, 처음 가수 황치열을 선보인 이 무대를 통해 웨이보 팔러워 수가 50만에 육박. 황쯔리에 신드롬을 일으키며 중국 대륙의 가장 핫한 블루칩으로 부상함. 그 후 3회 1위를 차지하고 인기 급상승. 최종 가왕평가전에서 3위를 차지함. 특히 댄스를 하면서 폭발적인 가창력과 퍼포먼스를 보인 뱅뱅뱅, 허니, 改變自己(개변자기) 3곡은 중국 전문가들과 관객에게 한류가 갖는 실력있는 가수의 능력으로 평가되며 큰 호평을 받음
- 2016년 4월 웨이보 팔로워 수 500만 돌파
- 중국 잡지책 앞면 황치열 뒷면 송중기가 실린 적이 있음[1]
- 2016년부터 롯데 면세점 전속모델이 됨.[2]
- 중국에 이름을 알린 후 후난위성텔레비전 天天向上을 통해 중국 첫예능에 도전, 한국의 김치를 소개하고 직접 만든 김치를 판매하는 모습을 선보였다.
- 중국의 광고계에서도 블루칩으로 러브콜을 받고 있으며 첫 광고로 중국 최대 인터넷 종합 쇼핑몰 운구전구(云购全球) 광고 모델로 발탁되어 광고 모델로도 활동을 시작함.[3]
- 2017년 5월 14일, 5월 21일 문화 방송 MBC의 음악 예능 프로그램 미스터리 음악쇼 복면가왕 111회 ~ 112회에 '짐승남 강백호'로 참가, 1라운드부터 2라운드, 3라운드까지 정혜성, 고재근, 이예준 등을 상대로 이김. 56대 복면가왕 선발전까지 진출하였으나 '노래 9단 흥부자댁'(소향)에게 석패.
- 2017년1월~2018년 5월까지 불후의 명곡의 대기실 MC를 맡음
- 2017년 Be ordinary 앨범의 "매일듣는 노래"가 음방 1위 및 장기 차트인 (멜론 top100에 285일) 기록하였고 앨범 판매량은 조용필 2013년 앨범 이후 솔로로는 최다기록인 22만장 판매[4]
- 2018년 1대100 퀴즈쇼에서 최후의 1인까지 올라갔으나 10단계 최후 문제에서 틀림[5]
- 2018년 롯데 면세점 웹드라마에 이준기, 2PM 찬성, 슈퍼주니어 이특, EXO 찬열, EXO 세훈과 함께 출연 [6]
- 2019년 문제적남자에 나와서 큐브 맞추기 시연을 보임. 어릴 때 40초에도 맞췄다고 하였고 직접 시연하였는데 1분1초에 완료함[7]
- 2019년 1월에 발매한 For season 앨범은 초동 판매량 10만장으로 3회 연속 앨범판매량 10만장 돌파[8] - 특히 이 앨범은 전곡 작사,작곡,프로듀싱에 직접 참여함[9]
- 2016년 2017년 2019년 롯데면세점 콘서트 참여 및 롯데면세점 전속모델
- 2018년 ~ VLIVE에서 '밤황치열시'라는 DJ방송을 만들어서 팬들과 소통하고 있음

## 학력
- 경구 고등학교 (졸업)
- 한국 폴리텍 대학교 구미캠퍼스(졸업)

## 음반 활동

### 정규 음반
- 2007년 6월 5일 정규 1집 앨범 《오감(五感)》
- 2019년 1월 21일 정규 2집 앨범 《The Four Seasons》 - 12년만에 발매한 정규 앨범이며 전곡

### 미니 음반
- 2017년 6월 13일 미니 1집 앨범 《Be ordinary》
- 2018년 4월 24일 미니 2집 앨범 《Be Myself》
- 2021년 4월 2일 EP 앨범 《Be My Reason》

### 싱글 음반
- 2007년 2월 13일 디지털 싱글 《치열(致列)》
- 2010년 5월 12일 디지털 싱글 《웬즈데이(Wednesday) - Happy Train New Artist Project Vol.1》
- 2014년 12월 10일 디지털 싱글 《치열Ten2 - 경상도 남자》
- 2016년 4월 26일 디지털 싱글 《너 없이 못 살아》
- 2016년 10월 12일 디지털 싱글 《Fall, in girl Vol. 1》 (With 은하)
- 2016년 11월 30일 디지털 싱글 《Fall, in girl Vol. 2》 (With 솔라)
- 2017년 2월 21일 디지털 싱글 《Fall, in girl Vol. 3》 (With 슬기)
- 2017년 11월 9일 디지털 싱글 《되돌리고 싶다》
- 2018년 11월 20일 디지털 싱글 《그대가 내 안에 박혔다》

### OST
- 2006년 11월 7일 - 드라마 《연인 OST》 - 〈고해〉
- 2007년 8월 18일 - 드라마 《미우나 고우나 OST》 - 〈안녕, 안녕〉
- 2013년 1월 29일 - 드라마 《대풍수 OST Special Part 1》 - 〈하늘길〉
- 2015년 9월 1일 - 드라마 《미세스 캅 OST Part 1》 - 〈연필〉
- 2016년 10월 18일 - 드라마 《구르미 그린 달빛 OST Part 12》 - 〈그리워 그리워서〉
- 2017년 5월 24일 - 드라마 《군주 - 가면의 주인 OST Part 3》 - 〈잠시나마〉
- 2018년 2월 10일 - 드라마 《화유기 OST Part 7》 - 〈그 언젠가 기적처럼〉
- 2021년 4월 23일 - 드라마 《드라마월드 OST Part 2》 - <내가 누굴 사랑할 수 있겠어요>

### 기타 참여 음반
- 2007년 2월 22일 - 정규 5집 《프리스타일 - 수취인 불명》 - 《마지막 여정》 객원보컬
- 2007년 8월 28일 - 비정규 《015B》 CLUSTER Vol. 1 〈r we happy?〉 with 오현란(가수)
- 2007년 8월 28일 - 비정규 《015B》 CLUSTER Vol. 1 《잠시 길을 잃다》
- 2008년 7월 15일 - 싱글 《PS영준 - The Romantic Story》 - 〈너 때문에〉 with PS영준(가수)
- 2011년 12월 22일 - 싱글 《쥬얼리- Dream Come True》 - 〈날개〉 with 김희선(가수)
- 2015년 4월 25일 - 《불후의 명곡 - 전설을 노래하다》 (서유석 편) - 〈구름 나그네〉
- 2015년 5월 2일 - 《불후의 명곡 - 전설을 노래하다》 (7인의 전설편) - 〈칠갑산〉
- 2015년 5월 16일 - 《불후의 명곡 - 전설을 노래하다》 (가족 특집) - 〈아버지〉 425점 우승
- 2015년 6월 6일 - 《불후의 명곡 - 전설을 노래하다》 (이승철 편) - 〈그사람〉
- 2015년 6월 29일 - LG유플러스tvG 광고삽입곡 〈이 밤의 끝을 잡고〉 with 리싸(가수)
- 2015년 7월 4일 - 《불후의 명곡 - 전설을 노래하다》 (김지애 & 문희옥편) - 〈정 때문에〉
- 2015년 8월 1일 - 《불후의 명곡 - 전설을 노래하다》 (남성 보컬리스트 특집) - 〈슬픈 언약식〉
- 2015년 8월 8일 - 《불후의 명곡 - 전설을 노래하다》 (작곡가 김정택 편) - 〈아직도 어두운 밤인가 봐〉
- 2015년 8월 15일 - 《불후의 명곡 - 전설을 노래하다》 (2015 슈퍼루키 쟁탈전) - 〈나보다 조금 더 높은 곳에 니가 있을 뿐〉  430점 우승

- 2015년 8월 15일 - 《불후의 명곡 - 전설을 노래하다》 (고 반야월 편) - 〈울고 넘는 박달재〉
- 2015년 9월 26일 - 《불후의 명곡 - 전설을 노래하다》 (한가위 특집) - 〈분홍 립스틱〉 with 이정민 아나운서
- 2015년 11월 11일 - 《투유 프로젝트 - 슈가맨》 Part 4 (박준하/에메랄드 캐슬 편) - 〈너를 처음 만난 그때〉 with 백아연
- 2015년 11월 21일 - 《불후의 명곡 - 전설을 노래하다》 (고 김정호 편) - 〈하얀나비〉
- 2015년 11월 28일 - 《불후의 명곡 - 전설을 노래하다》 (백지영 편) - 〈부담〉 432점 우승
- 2016년 1월 15일 - 중국 나는 가수다 시즌4 1회 2위 《그 사람(那个人) 무대영상》 weibo 음원
- 2016년 1월 22일 - 중국 나는 가수다 시즌4 2회 2위 합산 종합2위 《처음부터 지금까지(从开始到现在) 무대영상》 weibo 음원
- 2016년 1월 29일 - 중국 나는 가수다 시즌4 3회 3위 《일로상유니(一路上有你) 무대영상》 weibo 음원
- 2016년 2월 5일 - 중국 나는 가수다 시즌4 4회 1위 《뱅뱅뱅 무대영상》 weibo 음원
- 2016년 2월 12일 - 중국 나는 가수다 시즌4 5회 6위 합산 종합3위 《묵(默)무대영상》 weibo 음원
- 2016년 2월 19일 - 중국 나는 가수다 시즌4 6회 3위 《고해(苦海)무대영상》 weibo 음원
- 2016년 2월 26일 - 중국 나는 가수다 시즌4 7회 4위 《혼자만의 기나긴 시간(一个人的天荒地老)무대영상》 weibo 음원
- 2016년 3월 4일 - 중국 나는 가수다 시즌4 8회 1위 합산 종합1위 《Honey 무대영상》 weibo 음원
- 2016년 3월 11일 - 중국 나는 가수다 시즌4 9회 4위 《나보다 더 높은 곳에 니가 있을 뿐(你只是在比我高的地方)무대영상》 weibo 음원
- 2016년 3월 18일 - 중국 나는 가수다 시즌4 10회 1위 《나를 바꿔(改变自己)무대영상》 weibo 음원
- 2016년 3월 25일 - 중국 나는 가수다 시즌4 11회 4위 합산 종합1위 《총 맞은 것처럼(像中枪一样) 무대영상》 weibo 음원
- 2016년 4월 8일 - 중국 나는 가수다 시즌4 13회 가왕전. 듀엣곡(WITH 거미) 2위, 솔로곡 리커친 상대로 승. 가왕전 최종  3위 《태양의 후예OST You are my everything 무대영상》 weibo 음원

《王妃(왕비) 무대영상》 weibo 음원
- 2016년 4월 15일 - 중국 나는 가수다 시즌4 피날레무대 인기투표 2위 《청빈과락원(青苹果乐园)무대영상》 weibo 음원

## 공연
- 2015년 9월 5일 윤대훈 작가 토크콘서트 게스트
- 2015년 9월 6일 스페셜 뮤직 페스티벌 with 노을, 하동균, 이정 잠실실내체육관
- 2015년 9월 11일 알리 콘서트 게스트
- 2015년 11월 22일 생애 첫 팬미팅 'Happy Yeul's Day'
- 2015년 11월 28일 김태우 T-Road 콘서트 게스트
- 2015년 12월 5일 문명진 단독 콘서트 게스트
- 2015년 12월 30일 KBS 가요대축제 단독무대 '나보다 조금 더 높은 곳에 니가 있을 뿐', 산들과 '먼지가 되어' 콜라보무대, 불후의 5인방 '생각이나' 콜라보무대
- 2016년 5월 14일 중국 난징 첫 중국팬미팅 '열화(烈火) Time'
- 2016년 6월 3일 한국 서울 롯데면세점 팬미팅
- 2016년 6월 9일 중국 성도 자동차 뮤직 페스티벌 게스트
- 2016년 6월 10일 중국 성도 애니메이션 축제 게스트
- 2016년 6월 11일 중국 심천 ALI LIVE 2016 뮤직페스티벌 게스트
- 2016년 6월 23일 중국 심천 팬미팅
- 2016년 6월 24일 중국 광저우 Lansur 10주년 행사 게스트
- 2016년 6월 25일 중국 태호 2016 태호 뮤직 페스티벌 게스트
- 2016년 6월 26일 중국 장사 중국Yunhou 모던 음악회 게스트
- 2016년 8월 12일~13일 미국 PECHANGA 콘서트
- 2016년 8월 26일 중국 북경 콘서트 '烈火 burning'
- 2016년 10월 21일 롯데 패밀리 페스티벌 콘서트 게스트
- 2016년 11월 18일 (시드니)가수 쑨난 콘서트 게스트
- 2016년 11월 27일 팬미팅 '치열UP'
- 2017년 1월 21일 말레이시아 팬미팅
- 2017년 6월 24일~25일 국내 첫 단독 콘서트 (서울)-올림픽파크 내 올림픽홀 'YOLO CON'
- 2017.09.15. 2017 롯데 면세점 페밀리 콘서트
- 2018년 9월 1일 INCHEON K-POP CONCERT 2018
- 2018년 9월 2일 2018 황치열 공식팬클럽 1기 팬미팅 <가을밤 with 치여리더>
- 2018년 11월4일 2018 제주 한류페스티벌
- 2018.12.29 ~ 2018.12.30 황치열 콘서트 [야누스:JANUS]
- 2019년 5월 18일 ~19일 : 황치열 홍콩 단독콘서트
- 2019년 6월17일 경북 문화광광공사, 경주 보문호반 황치열 한류 콘서트
- 2019년 6월 28~30일 2박3일간 2019 H.C.Y 팬캠프 치열하게 백 투 스쿨
- 2019년 3월 30~31일 : 황치열 LA 단독 콘서트
- 2019년 8월 3~4일 : 황치열 벤쿠버 단독 콘서트
- 2019.08.11 LOTTE DUTY FREE FAMILY CONCERT 게스트
- 2019.08.16 2019 K-WORLD FESTA
- 2020.9.27 2020 LOTTE DUTY FREE FAMILY CONCERT

## 수상
| 연도 | 시상식                                                  | 부문                                          |
| ---- | ------------------------------------------------------- | --------------------------------------------- |
| 2016 | KU MUSIC Asian Music Awards(酷音乐亚洲盛典)             | 올해의 최고 실력있는 가수상(年度最具实力歌手) |
| 2016 | LeTV(乐视) Awards(生态共享之夜)                         | 최고 인기상 (人气奖的最新相)                  |
| 2016 | Music Radio중국Top음악시상식(MusicRadio中国TOP音乐盛典) | 해외 최고인기 가수상(海外最受欢迎歌手)        |
| 2016 | Music Radio중국Top음악시상식(MusicRadio中国TOP音乐盛典) | 해외 만능엔터테이너상(海外全能艺人)           |
| 2016 | 아시아 태평양 스타 어워즈                               | 아시아태평양 라이징스타상                     |
| 2016 | 대한민국 대중문화예술상                                 | 문화체육부장관상                              |
| 2016 | Asia Artist Awards(아시아 아티스트 어워즈)              | 가수부문 New Wave (뉴웨이브 상)               |
| 2017 | 2017년9월20일 제1회 소리바다Best K-music Awards         | 본상                                          |
| 2017 | 2017년10월31일 (금융위원장 표창장 )                     |                                               |
| 2017 | 2017년 11월 15일 Asia Artist Awards                     | 베스트 아이콘상                               |
| 2018 | 2018년 1월11일 제32회 골든디스크 음반부문               | 본상                                          |
| 2021 | 10월 2일 더 팩트 뮤직 어워즈                            | 팬앤스타 최다 득표상 개인                     |
| 2021 | 10월 2일 더 팩트 뮤직 어워즈                            | 팬앤스타 초이스상 개인                        |
| 2022 | 10월 8일 더 팩트 뮤직 어워즈                            | 팬앤스타 최다득표상 - 개인                    |

### 가요 프로그램 1위
| 연도        | 수상 내역 (총 2회)                                                 |
| ----------- | ------------------------------------------------------------------ |
| 2017년(1회) | - 매일 듣는 노래 (총 1회) - 6월 23일 KBS2 《뮤직뱅크》 K-Chart 1위 |
| 2018년(1회) | - 별, 그대 (총 1회) - 5월 4일 KBS2 《뮤직뱅크》 K-Chart 1위        |

## 행사
- 2015년 8월 22일 안지랑꼴 오감페스티벌 초대 가수
- 2015년 9월 19일 구미 LG드림페스티벌 초대 가수 (with 트로트 가수 신동, 류원정, EXID, 비투비, B1A4, 싸이)
- 2015년 10월 18일 외방선교회 설립40주년 기념 음악회 초대 가수
- 2015년 10월 23일 죽주대고려문화축제 전야제 초대 가수
- 2015년 10월 24일 김광석 나의 노래 다시 부르기 초대 가수 (with 린, 박창근, 박정현)
- 2015년 10월 31일 스마트쉼 캠페인 홍보 대사 위촉 및 공연

## 화보
- 2015년 11월 19일 매거진 STELLA 패션화보 촬영 및 인터뷰
- 2015년 11월 20일 매거진 GEEK 발행12월호 '슈퍼루키라고 불리는 사나이'
- 2015년 11월 24일 매거진 STAR&STYLE 패션화보 촬영 및 인터뷰
- 2015년 12월 1일 매거진 CAMPUS PLUS 발행 12월호[깨진 링크(과거 내용 찾기)] 패션화보 촬영 및 인터뷰

## 기타
- 2015년 10월 31일 미래창조과학부 주관 '스마트 쉼 캠페인'에서 홍보대사로 위촉
- 2016년 3월 24일 주상하이한국문화원의 한중문화홍보대사로 임명[10]

## 방송
- 2015년, 2017년, 2019년 tvN 《너의 목소리가 보여》
- 2015년~2018년 KBS2 《불후의명곡》
- 2015년 7월 31일 JTBC 《마녀사냥》 (추천)
- 2015~2016년 MBC 《나 혼자 산다》 상시출연
- 2015, 2016, 2019, 2021년 MBC 《황금어장 라디오스타》 출연
- 2015~2016년 JTBC 《아는 형님》
- 2016년 《슈퍼걸》 심사위원
- 2016년 《아시가수 시즌4》 최종 3위
- 2016~2018년 KBS2 《해피투게더》 출연
- 2016~2017년 SBS 《정글의 법칙》
- 2017~2018 KBS2 《불후의 명곡》 MC
- 2017년 MBC 《복면가왕》 짐승남 강백호 (참가자)
- 2018년 JTBC 《한끼줍쇼》
- 2018년 Mnet 《더콜》
- 2018년 KBS2 《아이돌 리부팅 프로젝트 더 유닛》
- 2015년, 2018년 《1대 100》 출연 - 2018년에는 최후의 1인까지 올라갔으나 마지막 문제에서 패함
- 2018년 SBS 《런닝맨》 3회 출연
- 2018년 채널A 《나만 믿고 따라와, 도시어부》정성화와 게스트로 출연
- 2019년 tvN 《문제적 남자》
- 2019년 Mnet 《더콜2》
- 2019년 8월 KBS 《아이를위한 나라는 있다》
- 2020년 KBS2 《해피투게더 4》
- 2020년 KBS2 《음치는 없다 엑시트》
- 2021년 KBS2 《수미산장》
- 2021년 TV조선 《사랑의 콜센타》
- 2021년 TV조선 《화요청백전》
- 2023년 SBS 《강심장리그》